# 韓祺
韓祺（1421年—？），字汝徵，原字世禎，浙江紹興府蕭山縣人，明朝政治人物。同進士出身。

## 生平
永樂辛丑九月初十日寅時生。正統十二年（1447年）丁卯科浙江鄉試第一名。天順元年（1457年）丁丑科會試第一百三十九名，殿試登進士第三甲第七十五名。三年己卯，授監察御史，巡按福建。辛已，刷卷山西。未幾，欽召入京，監斬昭武伯曹欽黨。天順癸未四月，以中官誣奏被逮，六月二十六日卒於官邸，歸葬壽山。

## 家族
曾祖韓彬。祖父韓在。父韓彥璣。